# Fahrenheit (musikgrupp)
Fahrenheit (traditionell kinesiska: 飛輪海, pinyin: Fēi Lún Hǎi) är ett taiwanesiskt pojkband som bildades 2005 och som gjort succé i Sydostasien. De fyra medlemmarna är Aaron Yan, Wu Chun, Jiro Wang och Calvin Chen. De har ofta associerats med gruppen S.H.E. Bandet är inaktivt sedan 2011, men har inte officiellt brutits upp.

## Historia
Den första som rekryterades till gruppen var Jiro Wang. Aaron Yan och Calvin Chen anslöt sedan, och därefter blev Wu Chun den sista medlemmen. Varje medlem associeras med en temperatur enligt Fahrenheit-skalan. (Jiro Wang 95 grader, Calvin Chen 77, Wu Chun 59 och Aaron Yan 41). Bandet har släppt både album och singlar, och ibland har de gjort soundtrack till TV-serier. De sjunger både egna låtar och covers. Fahrenheit har gjort flera låtar i samarbete med gruppen S.H.E.
Alla bandets medlemmar har skådespelat i flera taiwanesiska TV-serier. I serien It Started With a Kiss har Jiro Wang en framträdande roll, och övriga bandmedlemmar hade mindre roller eller var med som gäster. Alla medlemmar var även med i serien KO one där Wu Chun dök upp som gäst, medan övriga bandmedlemmar hade återkommande karaktärer i serien. Bandet gjorde även musik till seriens soundtrack.
2011 valde Wu Chun att lämna bandet för att fokusera på sin karriär som skådespelare. I samband med det valde även de övriga bandmedlemmarna att lämna Fahrenheit, och bandets aktivitet har pausats tillsvidare.

## Diskografi

### Album
- Fahrenheit (飛輪海 首張同名專輯), 2006. Längd: 48:31 Språk: Mandarin
- Two-sided Fahrenheit 雙面飛輪海, 2008. Längd: 48:31 Språk: Mandarin
- Love You More and More (越來越愛), 2009. Längd: 41:34 Språk: Mandarin

### Andra soundtracks/låtar
- 2005 - KO One Original Soundtrack (終極一班 電視原聲帶)
- 1. "Wandering Alone" (一個人流浪 Yi Ge Ren Liu Lang)
- 2. "Teachable Child" (孺子可教 Ru Zi Ke Jiao)
- Tokyo Juliet Original Soundtrack (東方茱麗葉 電視原聲帶)
- 1. "Only Have Feelings For You" (只對你有感覺 Zhi Dui Ni You Gan Jue) – Ft.Hebe Tian
- 2. "To Own" (佔有 Zhan You)
- Hana-Kimi Original Soundtrack (花樣少年少女 電視原聲帶)
- 1. "I Really, Really Like You" (超喜歡你 Chao Xi Huan Ni)
- The X-Family (終極一家 電視原聲帶)
- 1. "Superb" (出神入化 Chu Shen Ru Hua)
- 2. "Will Not Love" (不會愛 Bu Hui Ai)
- 3. "You are All My Memories" (你是我所有的回憶) – Calvin Chen's solo
- 4. "Willing to Not Love You" (願意不愛你) – Aaron Yan's solo
- 5. "The Side with Water" (在水一方) – Jiro Wang's solo
- C.C. Lemon song
- Romantic Princess opening song (公主小妹片頭曲)
- 1."New Home"(新窩 Xin Wo) feat. S.H.E
- 米奇节目嘉华
- 1."Little VIP"(小小大人物 Xiao Xiao Da Ren Wu)
- Mengniu Yogurt song
- 1."Suan Tian (酸甜)" & S.H.E
- Taisun Xian Cao Mi song
- 1."Do Re Mi"
- Fahrenheit Japanese single (飛輪海首張日文單曲)
- 1."Stay With You"
- Rolling Love opening song (翻滾吧！蛋炒飯片頭曲)
- 1."Star (恆星 Heng Xing)"
- Fahrenheit Second Japanese single (飛輪海第二張日文專輯)
- 1."Treasure"
- The Clue Collector opening song (霹雳MIT 片頭曲)
- 1."Artery (动脉 Dong Mai)"

## Filmografi

### TV Program

#### Jiro
- Spicy Teacher (2003)
- The Pawnshop No. 8 (2004)
- It Started With A Kiss (2005)
- KO One (2005)
- Hana Kimi (2006)
- The X-Family (2007)
- They Kiss Again (2007)
- Rolling Love (2008)
- K.O.3an Guo (2009)
- ToGetHer (2009)
- Momo Love (2010)
- Sunshine Angel

#### Chun
- It Started With A Kiss (2005)
- KO One (2005)
- Tokyo Juliet (2006)
- Hana Kimi (2006)
- The X-Family (2007)
- Romantic Princess (2007)
- Hot Shot (2008)
- Sunshine Angel
- Absolute Boyfriend (2011)

#### Aaron
- I Love My Wife (2004)
- It Started With A Kiss (2005)
- KO One (2005)
- The X-Family (2007)
- They Kiss Again (2007)
- Mysterious Incredible Terminator (2008)
- K.O.3an Guo (2009)
- Love Buffet
- Gloomy Salad Days (2010)
- Sunshine Angel

#### Calvin
- It Started With A Kiss (2005)
- KO One (2005)
- The X-Family (2007)
- Romantic Princess (2007)
- K.O.3an Guo (2009)
- Momo Love (2009)
- Love Buffet
- Sunshine Angel

### Filmer

#### Wu Chun
- Butterfly Lovers (2009)
- 14 Blades (2010)